# Phoenidnus lissonotoides
Phoenidnus lissonotoides är en skalbaggsart som beskrevs av Francis Polkinghorne Pascoe 1866. Phoenidnus lissonotoides ingår i släktet Phoenidnus och familjen långhorningar.
Artens utbredningsområde är Venezuela. Inga underarter finns listade i Catalogue of Life.